# Confederación guamare
La confederación guamare llamada Pechichitane Altepetlatskostli por los pueblos nahuas, fue una liga o alianza tribal que apareció en lo que ahora es el estado de Guanajuato en México a finales del período postclásico mesoamericano. Su forma de gobierno era una especie de democracia representativa en la que los jefes de las tribus elegían por medio de un parlamento las acciones de sus respectivos gobiernos. Surgió como respuesta a la amenaza del Imperio azteca al este y el purépecha al sur hacia el año 1400 aproximadamente. Sucumbió ante los españoles cuando estos fundaban los distintos pueblos de indios y ciudades mineras de la región. No todos los miembros de la confederación eran de la misma filiación étnica, los Guaxabanes eran guachichiles, los Xiconaques eran zacatecos, solo algunos como los copuces eran Guamares puros. 

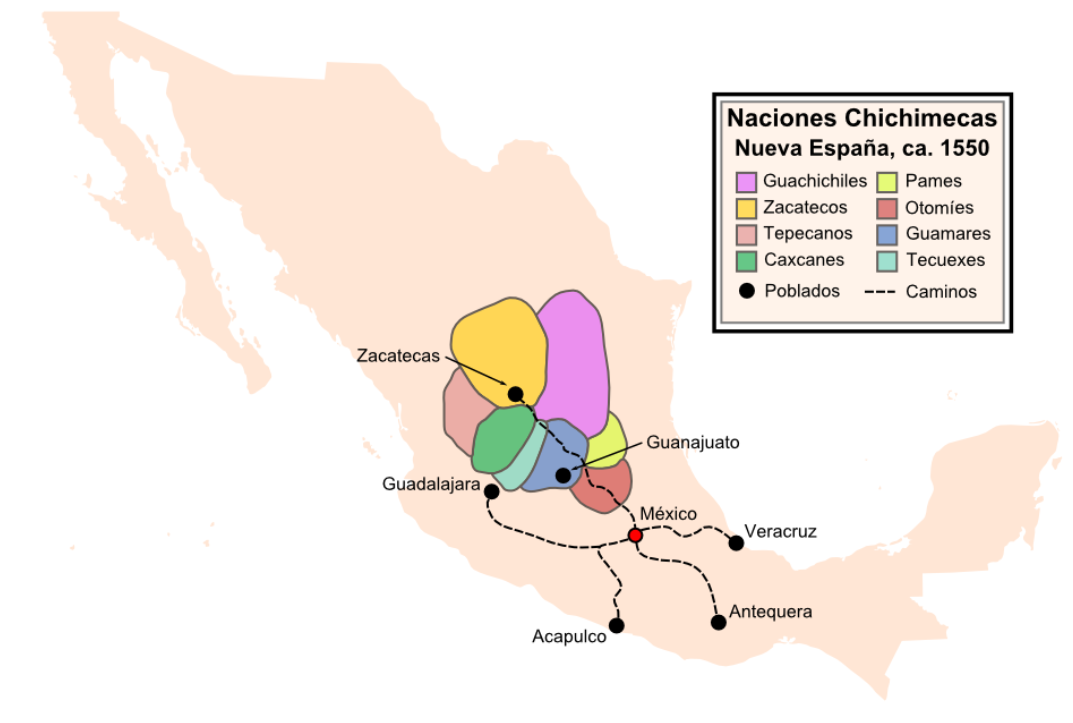
Mapa de las naciones chichimecas, hacia 1550.

Los españoles al llegar a la región no hicieron distinción entre las etnias, nombrándolos Ixtlachichimecas o guamares a todos estos, a pesar de que solo tres de las tribus integrantes eran guamares verdaderos, lo que hizo que sus culturas se entremezclaran y homogeneizaran. Hacia 1563 apareció un movimiento bélico indígena denominado rebelión guamare, siendo su auge en 1563; año en el que destruyen Pénjamo y atacan la Comanja de Jaso, quedando solo dos supervivientes españoles. En 1569 atacan el Robledal cerca de Guanajuato y llegan a Jilotepec donde fueron vencidos por Pedro de Ahumada Sámano.

## Organización
Los pueblos guamares tenían una confederación compleja y diferente a la de todos los pueblos de su alrededor establecida en una especie de aldeas-estado cooperativas entre sí, las actividades bélicas eran planeadas a través de un parlamento o Coatlakán Yaoyotl, donde los respectivos líderes se reunían a elegir de una forma diplomática sus tácticas, este parlamento podía ser en el cuartel general dentro de la aldea principal o bien, si había una invasión, en un lugar predefinido por los nobles.
Al igual que la mayor parte de los chichimecas, los integrantes de pechichitane se comunicaban a distancia a través de su sistema de hogueras, avisándose si había peligro o no. 
Había cuatro grupos principales: Los guaxabanes, los sauzas, los guamares puros, (los cuales se subdividían en tres: los de alrededor de Pénjamo, los de la Comanja de Jaso y los de San Miguel) y los chichimecas blancos que merodeaban entre Jalostotitlán y Aguascalientes.
Cuadro de las tribus guamares
| Tribu                                                | Lengua              | Ubicación                            |
| ---------------------------------------------------- | ------------------- | ------------------------------------ |
| Tribu de Pénjamo                                     | Guamare y Purépecha | Pénjamo                              |
| Tribu de Comanja de Jaso                             | Guamare y Purépecha | Comanja de Jaso                      |
| Chichimecas blancos - Xiconaques - Cuxtaques - Otros | Guamare (Zacateco)? | Entre Jalostotitlan y Aguascalientes |
| Tribu de San Miguel                                  | Guamare             | San Miguel                           |
| Copuces                                              | Guamare             | San Felipe                           |
| Guaxabanes                                           | Guachichil          | Aguascalientes                       |
| Sauzas                                               | Guachichil          | N. de Guanajuato                     |

## Geografía
Los Guamares estaban centrados en las sierras de Guanajuato, se extendían hacia el norte hasta San Felipe y Portezuelo, hacia el este colindaban con el Reino de Jilotepec en el actual estado de Querétaro, hacia el oeste hasta Ayo y Lagos y hacia el noroeste hasta el actual estado de Aguascalientes,,,